# Глоссосоматиды
Глоссосоматиды, или языковые ручейники (лат. Glossosomatidae) — семейство ручейников подотряда Annulipalpia.

## Распространение
Всесветно. В России около 20 видов.

## Описание
Мелкого и среднего размера ручейники, крылья имеют размах 4—20 мм. Нижнечелюстные щупики самок и самцов состоят из 5 члеников. Число шпор на передних, средних и задних ногах чаще равно 0 (2), 4 и 4 соответственно. Личинки живут на дне водоёмов с текучими водами, строят домики из мелких камешков и песка; детритофаги и альгофаги.

## Систематика
Свыше 430 видов, 3 подсемейства и более 20 родов. Иногда относят к надсемействам Rhyacophiloidea или Hydroptiloidea.
- Подсемейство Agapetinae Martynov, 1913
  - Agapetus
  - Catagapetus
  - †Electragapetus
- Подсемейство Glossosomatinae Wallengren, 1891
  - Glossosoma Curtis, 1834
- Подсемейство Protoptilinae Ross, 1956
  - Antoptila
  - Campsiophora
  - Canoptila
  - Cariboptila
  - Cubanoptila
  - Culoptila
  - Itauara
  - Mastigoptila
  - Matrioptila
  - Merionoptila
  - Mexitrichia
  - Mortoniella
  - Nepaloptila
  - Padunia
  - Poeciloptila
  - Protoptila
  - Scotiotrichia
  - Temburongpsyche
  - Tolhuaca